# Acido cloroplatinico
Acido cloroplatinico è il nome più comune del composto chimico di formula H2[PtCl6]·nH2O, dove n può essere 2, 4 o 6. In realtà contiene ioni H3O+, H5O2+ e H7O3+, e una formula più corretta è [H3O]2[PtCl6]·nH2O. Nella nomenclatura IUPAC il nome del composto è esacloroplatinato(IV) di diidrogeno. All'aspetto è un solido cristallino di colore bruno rossastro. È un composto stabile, solubile, molto igroscopico. Essendo facilmente disponibile, è usato come precursore per la sintesi sia di complessi di platino e sia di materiali catalitici. L'analogo composto di palladio è molto instabile e non si può isolare in forma pura.

## Sintesi

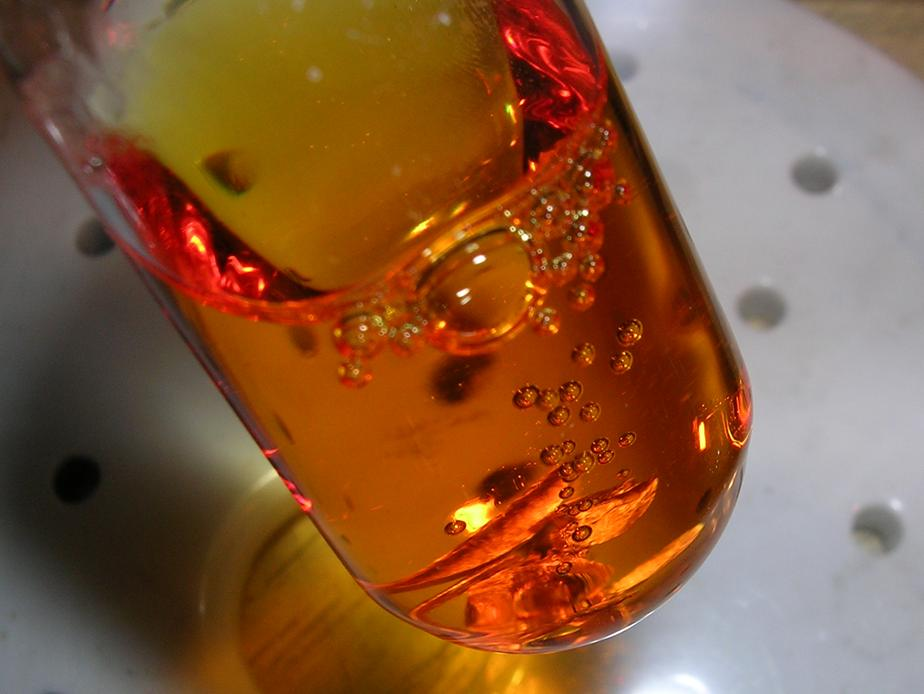
Platino in via di dissoluzione in acqua regia bollente

L'acido cloroplatinico viene prodotto sciogliendo spugna di platino metallico in acqua regia, e facendo seguire una o più evaporazioni con acido cloridrico. L'acido cloroplatinico è di colore bruno rossastro, e si può isolare per evaporazione come sciroppo.
Pt + 4HNO3 + 6HCl → H2PtCl6 + 4NO2 + 4H2O
Sono riportati anche metodi di sintesi differenti, ma la letteratura passata può essere inaffidabile.

## Reattività
L'acido cloroplatinico si decompone per riscaldamento. Dapprima viene persa l'acqua di idratazione, e quindi si passa attraverso PtCl4 e PtCl2, fino ad arrivare a platino metallico a circa 500 °C.
{\displaystyle {\ce {[H3O]2[PtCl6]*n H2O <=> PtCl4 + 2HCl + (n + 2)H2O}}}
{\displaystyle {\ce {PtCl4 <=> PtCl2 + Cl2}}}
{\displaystyle {\ce {PtCl2 <=> Pt + Cl2}}}
Queste reazioni non avvengono a stadi in modo ordinato, e sono tutte reversibili.

## Usi

### Determinazione del potassio
L'acido cloroplatinico era usato comunemente per la determinazione del potassio, che veniva precipitato selettivamente come esacloroplatinato di potassio, K2PtCl6. La determinazione era condotta in soluzione alcolica all'85% (v/v) con un eccesso di ioni esacloroplatinato, e il K2PtCl6 precipitato veniva pesato. Era così possibile determinare il potassio in soluzioni di concentrazione 0,002 - 0,2% (m/v). Questo metodo era più vantaggioso del metodo del cobaltonitrito usato in precedenza, perché richiedeva una sola precipitazione.
Oggi la concentrazione del potassio si determina con elettrodi ionoselettivi.

### Purificazione del platino
Trattando l'acido cloroplatinico con un sale d'ammonio come NH4Cl si ottiene l'esacloroplatinato di ammonio, [NH4]2[PtCl6], che è molto insolubile in presenza di ioni ammonio. Riscaldando [NH4]2[PtCl6] in atmosfera di idrogeno il platino si riduce a platino metallico. Questa procedura è spesso usata per isolare il platino dai suoi minerali, o per riciclarlo da residui.

### Catalisi
Come molti altri composti di platino, l'acido cloroplatinico è usato in catalisi, ed è noto come catalizzatore di Speier. Fu John Speier assieme ai suoi collaboratori alla Dow Corning a trovare che questo composto catalizza la reazione di idruri di silicio con olefine (idrosililazione). Tipicamente, Speier usò soluzioni di penteni in isopropanolo con triclorosilano (SiHCl3) e metildiclorosilano (CH3HSiCl2). In precedenza questo tipo di reazione era poco efficiente e richiedeva l'uso di radicali.
Si pensa che l'acido cloroplatinico sia un precursore del catalizzatore, e che questo in realtà sia una forma di platino colloidale o un complesso del platino(0).